# Sangomore-Formation
Die Sangomore-Formation ist eine geologische Formation des Hebriden-Terrans, die während des Ordoviziums entlang der Nordwestküste Schottlands abgelagert wurde. Sie gehört zur Durness Group.

## Etymologie

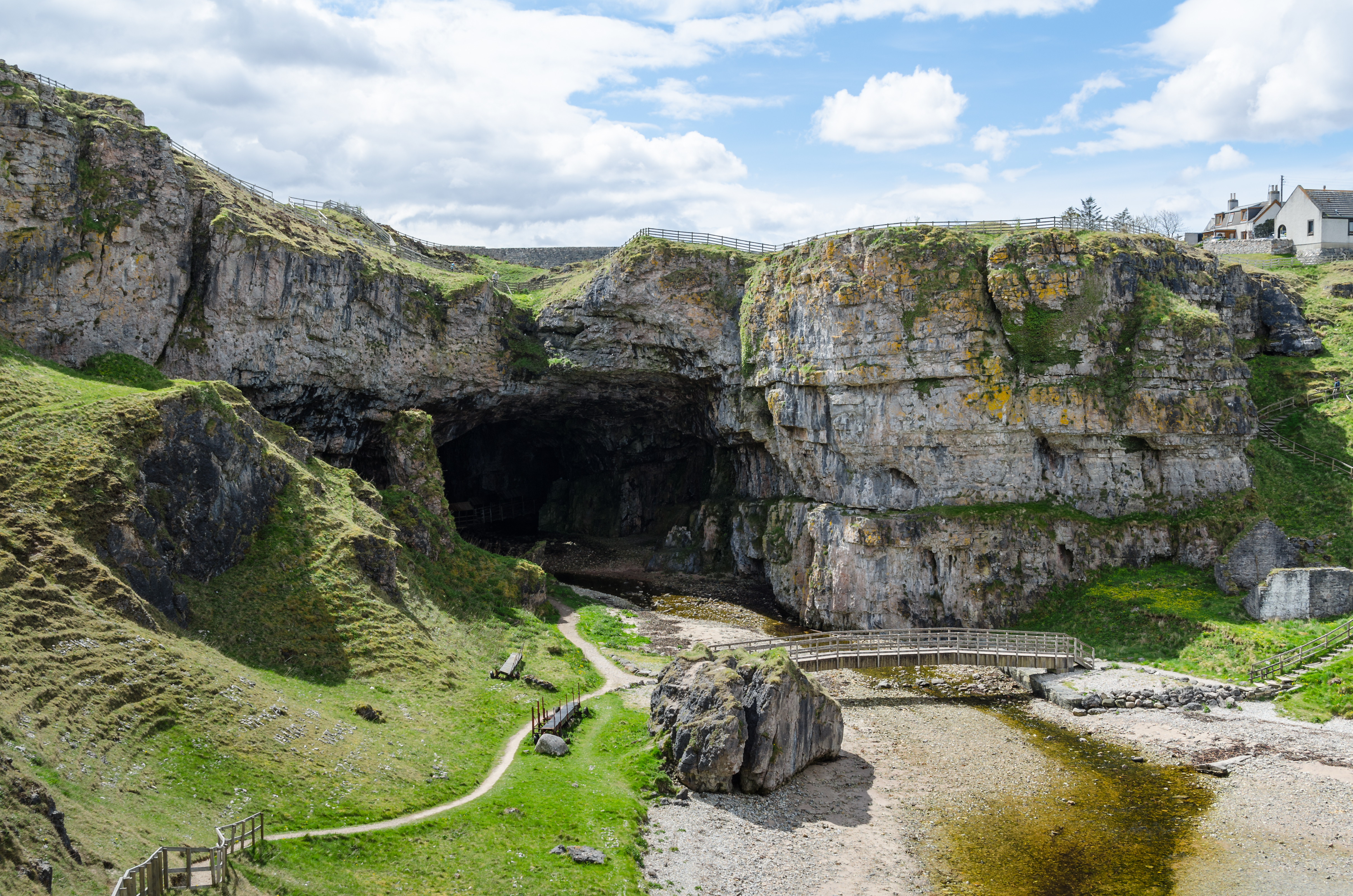
Die Smoo Cave befindet sich in den Schichten des unteren Abschnitts der Sangomore-Formation

Die Sangomore-Formation ist nach der Ortschaft Sangomore (knapp einen Kilometer südöstlich von Durness) benannt. Sangomore leitet sich ab vom Schottisch-Gälischen Saingea Mór. Saingea geht zurück auf das Norwegische sanda oder sannda – was einen sandreichen Fluss bezeichnet. Das Adjektiv mór bzw. jetzt mòr übersetzt sich mit groß, wichtig, bedeutend. Saingea Mór ist somit ein großer, sandreicher Fluss.

## Geschichtliches
Charles Lapworth hatte bereits im Jahr 1883 die Formation angesprochen, aber noch nicht ausdrücklich definiert. Im Jahr 1907 wurde sie dann von Benjamin Neeve Peach und Kollegen als Formation IV bezeichnet. Spätere Arbeiten stammen von J. Phemister (1948), G. S. Johnston und W. Mykura (1989), D. T. Wright und I. Knight (1995), J. K. Prigmore und A. W. A. Rushton (1999) und von E. G. Park, A. D. Stewart und D. T. Wright (2002). Arbeiten neueren Datums erfolgten durch Robert James Raine (2009) und Laura Scott (2017)
.

## Geographie
Die Typlokalität der Sangomore-Formation liegt 2,5 Kilometer nordwestlich von Durness am Südrand der Balnakeil Bay. Östlich von Durness erscheint die Formation in der Umgebung der Smoo Cave. Fast 180 Kilometer weiter im Süden findet sich noch ein Vorkommen bei Ord auf Skye.

## Stratigraphie
Die ordovizische Sangomore-Formation ist die vierte Formation der Durness-Group. Sie wird mindestens 55 Meter mächtig, es werden aber auch 160 bis zu 180 Meter angegeben. Die Formation liegt graduell und konkordant auf dunkelgrauen, Chert-reichen Dolomiten der vorangegangenen Sailmhor-Formation. Sie wird ihrerseits von dolomitischen Kalken der Balnakeil-Formation konkordant überlagert.

### Sequenzstratigraphie
Die Sangomore-Formation bildet den oberen Abschnitt der Megasequenz Sauk III bzw. Scottish Laurentian Margin III (abgekürzt SLM III). Sie korreliert mit der Lower-Boat-Harbour-Formation im westlichen Neufundland und definiert die Sequenz dritter Ordnung SLM IIIc. An der Liegendgrenze beginnt die Formation mit einem Hochstand-Systemtrakt (Englisch Highstand Systems Tract oder kurz HST). Ihre Hangendgrenze bildet eine Sequenzgrenzzone (engl. Sequence Boundary Zone oder SBZ), markiert durch eine onkolithische Gerölllage. Die Sequenzgrenzzone ist wahrscheinlich mit der Boat-Harbour-Diskordanz in Westneufundland zu vergleichen. Mit der aufliegenden Balnakeil-Formation beginnt dann bereits Sauk IV bzw. SLM IV. 
Mehrere Parasequenzen können in der Sangomore-Formation ausgeschieden werden, in welcher zum ersten Mal auch Kalke auftreten. Die Parasequenzen enthalten Thrombolithen, Stromatolithen sowie Grainstones mit Peloiden und Ooiden.

## Lithologie
Lithologisch zeichnet sich die Sangomore-Formation vorrangig durch aphanitische, hellgraue bis dunkelgraue, meist jedoch cremefarbene, feinkörnige, laminierte Dolomite aus, welche ein körniges Gefüge vorweisen und bräunliche Verwitterungsfarben annehmen können. Örtlich kommen aber auch mittelgraue, thrombolitische Kalke, Stromatolithen und bioklastische, Peloide- und Ooide-führende Wackestones oder Packstones zum Vorschein. Im Liegenden sind Chertknollen und Chertlagen recht häufig. Im Hangenden treten erstmals rosa- und cremefarbene Kalkbänder auf.
Der Übergang von der unterlagernden Sailmhor-Formation erfolgt auf durchschnittlich einem Meter graduell und wird von Chertbrekzien und Dolomitsanden begleitet. Der Liegendkontakt wird über einen bis zu 60 Zentimeter mächtigen Dolomitsand gelegt, welcher in den Felsklippen der Balnakeil Bay eine deutliche Kerbe hinterlassen hat. Darüber hellen die Dolomite auf und die Cherts sind vorwiegend weißlich-orangefarben. Eine identische Karbonatsandlage wird am Kyle of Durness 2,5 Kilometer weiter südwestlich beobachtet. Obwohl bei Leirinmore 4,5 Kilometer im Osten die Liegendgrenze überdeckt wird, verraten dicke Chertlagen darunter und darüber ihre Lage.
Auf die Liegendgrenze folgt eine 1,2 Meter mächtige Thrombolithenlage, die ihrerseits von 1,3 Meter an feinkörnigen Dolomiten überdeckt wird. Die Dolomite enthalten Cherts und hämisphärische Stromatolithenbioherme. Es folgt eine 2 Meter mächtige Chertlage, in der Dolomitsand präserviert ist. Die darauffolgenden Parasequenzen enthalten alle Chertbrekzien.
Die letzten 11 Meter werden von 4 Parasequenzen aufgebaut, welche sich in ihr jeweiliges Hangendes verflachen. Diese sehr unterschiedlich zusammengesetzten Parasequenzen sind meist um 2 Meter mächtig, nur die letzte, parallel laminierte Parasequenz erreicht 5 Meter. Zu beobachten sind Stromatolithen, Thrombolithen, gefältelte Mikrobenlaminite, Cherts, Rippellagen und auch ein markanter Ooidhorizont. Die Stromatolithen sind vom hämisphärischen und säuligen Typus. In der untersten der vier Parasequenzen treten Trockenrisse auf. Im vorletzten und im letzten Zyklus finden sich wellige, teils erodierte Schichtoberflächen, die auf Verkarstung hinweisen.

### Lithofazies
In der Sangomore-Formation treten folgende Lithofazies auf:
- Oolithischer Grainstone/Wackestone – Subtidal
- Onkolithischer Grainstone/Packstone – Subtidal
- Durchwühlter Mudstone/Wackestone mit Thalassinoides – Subtidal
- Bioklastischer Wackestone/Packstone – Subtidal
- Stromatactoide Karbonate – Subtidal
- Thrombolithischer Boundstone – Subtidal bis unteres Intertidal
- Säuliger Stromatolithen-Boundstone – Subtidal bis unteres Intertidal
- Peloidischer Grainstone – Subtidal bis Supratidal
- Intraklasten-Rudstone – Subtidal bis Supratidal
- Hämisphärischer Stromatolithen-Boundstone – Intertidal bis Supratidal
- Fenster-Karbonate – mittleres Intertidal bis oberes Supratidal
- Parallel-laminierte Karbonate (mit Trockenriss-Polygonen und Tepees) – oberes Intertidal bis Supratidal
- Quarzsand-Karbonate – oberes Intertidal bis Supratidal
- Wellig und planar laminierter Stromatolithen-Boundstone – oberes Intertidal bis Supratidal

## Fossilien

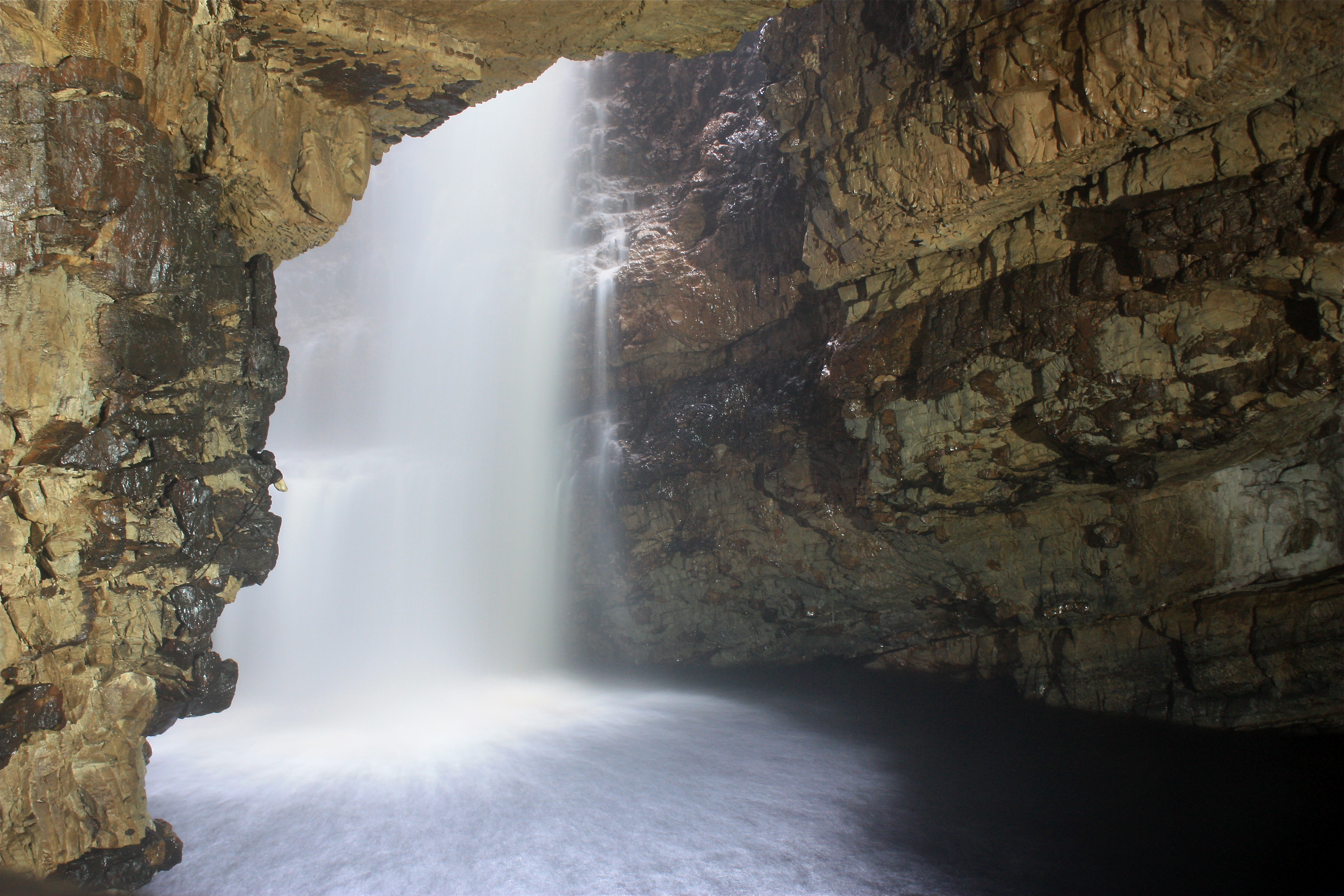
Die Waterfall Cavern in der Smoo Cave. Der Dolomit der unteren Sangomore-Formation ist hier von sinterartigem Chert überzogen.

Neben den bereits erwähnten Stromatolithen und Thrombolithen sowie auch einigen Cephalopoden und Gastropoden erscheinen in der Sangomore-Formation Conodonten, die für die stratigraphische Einordnung von großer Bedeutung sind. Folgende Conodontenzonen betreffen die Formation (vom Hangenden zum Liegenden):
- Macerodus dianae-Zone (benannt nach Macerodus dianae)
- so genanntes low diversity interval (Abschnitt geringer Artenvielfalt)
- Manitouensis-Zone (benannt nach Rossodus manitouensis).

Die Manitouensis-Zone beginnt bereits in der Sailmhor-Formation und reicht 5,4 Meter in die Sangomore-Formation hinein. Neben dem namensverleihenden Taxon enthält sie die Taxa Acanthodus lineatus, Clavohamulus densus und  Variabiloconus bassleri. Das low diversity interval reicht innerhalb der Formation von 5,4 bis 40,0 Meter. In diesem Intervall finden sich neben V. bassleri die Taxa Aloxoconus staufferi, Drepanoistodus? concavus, Laurentoscandodus triangularis, Scolopodus rex, Striatodontus prolificus und Ulrichodina abnormalis. Die Macerodus dianae-Zone nimmt die obersten 14,1 Meter im Hangenden ein und reicht auch noch 7,25 Meter in die Balnakeil-Formation hinein. Sie enthält aff. Laurentoscandodus triangularis, Aloxoconus staufferi,  Drepanodus concavus, Drepanodus homocurvatus, Drepanoistodus sp. A Stouge & Boyce, Eucharodus sp., Histiodella donnae, Macerodus dianae, Macerodus sp. nov., Oneotodus sp. nov A, Parapanderodus striatus und Striatodontus prolificus.
Bemerkenswert ist das Auftreten des ersten, zu den Vielborstern (Polychaeta) gehörenden Turrilepadidae.
Bei den Cephalopoden sind zu erwähnen Cotteroceras sp. (ein Proterocameroceratidae), Dyscritoceras sp. (ein Bassleroceratidae) und Ectocycloceras levisense (ein Rudolfoceratidae). Als Gastropoden erscheinen Pleurotomaria calphurnia und Pleurotomaria etna.
In einer mit Fossilresten dicht gepackten Lage wurden neben Brachiopoden, Muscheln und Crinoiden auch Tentaculites ornatus angetroffen.

## Tektonik
Die Sangomore-Formation wird um Durness von mehreren, teils auch größeren Verwerfungen durchsetzt. Die Störungen streichen vorwiegend Nordost, Ostnordost, Ostsüdost und Südost. Eine bedeutende Streichrichtung ist Nordnordost, parallel zur Gesamtausrichtung der Durness Group. Diese Bruchtektonik wird dem Perm oder der Trias zugeschrieben. Es treten aber in der Formation auch Faltenstrukturen auf, die sehr wahrscheinlich von der Moine Thrust Zone beeinflusst wurden. So lässt sich beispielsweise an der Smoo Cave ein flacher, offener Faltenbau beobachten, dessen steilstehende Faltenachse Ost-West streicht. Die Überschiebungsbewegungen ereigneten sich im Silur um 430 Millionen Jahren. Ihre Auswirkungen auf die unterlagernden Formationen der Durness Group sind bis zum Faraid Head deutlich spürbar. Die spätere Bruchtektonik bewirkte ein halbgrabenartiges Einbrechen der flachen Überschiebungsstruktur – die Schichten fallen daher jetzt mit 20° nach Südost ein.

## Alter
Die Hangendgrenze der Sangomore-Formation zur Balnakeil-Formation beendet die Supersequenz Sauk III bei rund 480 Millionen Jahren. Ihre Liegendgrenze zur Sailmhor-Formation ist in etwa 487 Millionen Jahre alt. Die Formation wurde somit in einem Zeitraum von rund 7 Millionen Jahren abgelagert. Der British Geological Survey (BGS) gibt als Alter der Sangomore-Formation 486,5 bis 468,0 Millionen Jahre an. Diese Zeitspanne dürfte jedoch deutlich überhöht sein – was insbesondere die Hangendgrenze betrifft. Mindat.org weist der Hangendgrenze beispielsweise 478,6 Millionen Jahre, der Liegendgrenze 485,4 Millionen Jahre zu. 

## Zusammenschau
Die Kontinentalplattform im Nordwesten Schottlands, die einst zum passiven Kontinentalrand Laurentias gehörte, ging durch drei bedeutende Entwicklungsstufen:
- Präplattform-Schelf im Unteren und Mittleren Kambrium
- Hochenergetischer Schelf im Mittleren und Oberen Kambrium
- Breitere aber niedrigenergetische Plattform im Unteren und Mittleren Ordovizium.

Die Sangomore-Formation bildet Teil der dritten Phase, der breiteren aber niedrigenergetischen Plattform. Ihre Liegendgrenze war ein Hochstand-Systemtrakt, von dem aus der Meeresspiegel in den ersten beiden Dritteln der Formation weiter anstieg, um dann im oberen Drittel wieder etwas abzufallen. Die Sequenzgrenze SLM IIIc/SLM IV wird durch die etwas über einen Meter mächtige Formationsgrenzzone zur aufliegenden Balnakeil-Formation repräsentiert. Ihre onkolithische/oolithische Gerölllage ähnelt der Boat-Harbour-Diskordanz in Neufundland sowohl in Beschaffenheit als auch in Alter und legt somit die Grenze Sauk III/Sauk IV fest.
Die Sangomore-Formation entspricht vorwiegend subtidalen Ablagerungsbedingungen, sie reicht jedoch recht häufig ins Intertidal und sogar ins Supratidal hinauf. Das Intertidal wird vor allem durch Thrombolithen und säulige Stromatolithen angezeigt. Hierfür sprechen auch Wechsellagerungen, laminierte Stromatolithen-Boundstones und laminierte Karbonate sowie erodierte Evaporiten-Pseudomorphosen aus dem Supratidal. Lagunäre bis supratidale Bedingungen werden unter anderem durch Verkarstungen, brekziierte Chertlagen, Fenster-Karbonate, Trockenrisse und Tepees manifestiert. Verkarstungen und brekziierte Chertlagen deuten ihrerseits auf ein kurzzeitiges Absinken des Meeresspiegels.